# E & J Gallo Winery
E & J Gallo Winery er en amerikansk vinproducent og vindistributør, der er baseret i Modesto, Californien. Den blev etableret i 1933 af Ernest Gallo og Julio Gallo fra Gallo-familien. Det er den største eksportør af californisk vin og deres vinproduktion svarer til 3 % verdens vinforbrug på 35 mia. flasker. Gallo har ca. 3.500 ansatte i Modesto og i alt 6.000 ansatte.
Deres vin markedsføres og sælges med over 100 forskellige labels.